# Странице (Зрече)
Странице (словен. Stranice) су насељено место у општини Зрече, Савињска регија, Словенија.

## Историја
До територијалне реорганизације у Словенији биле су у саставу старе општине Словенске Коњице.

## Становништво
У попису становништва из 2011. године, Странице су имале 192 становника.
| Број становника према пописима | Број становника према пописима | Број становника према пописима |
| ------------------------------ | ------------------------------ | ------------------------------ |
| 1991                           | 2002                           | 2011                           |
| 594                            | 193                            | 192                            |

Напомена: Године 1998. умањено за делове насеља која су проглашена за нова самостална насеља: Горња вас, Заборк, Липа, Мала Гора, Полајна и Сподње Странице.